# Kalevi Keskstaadion

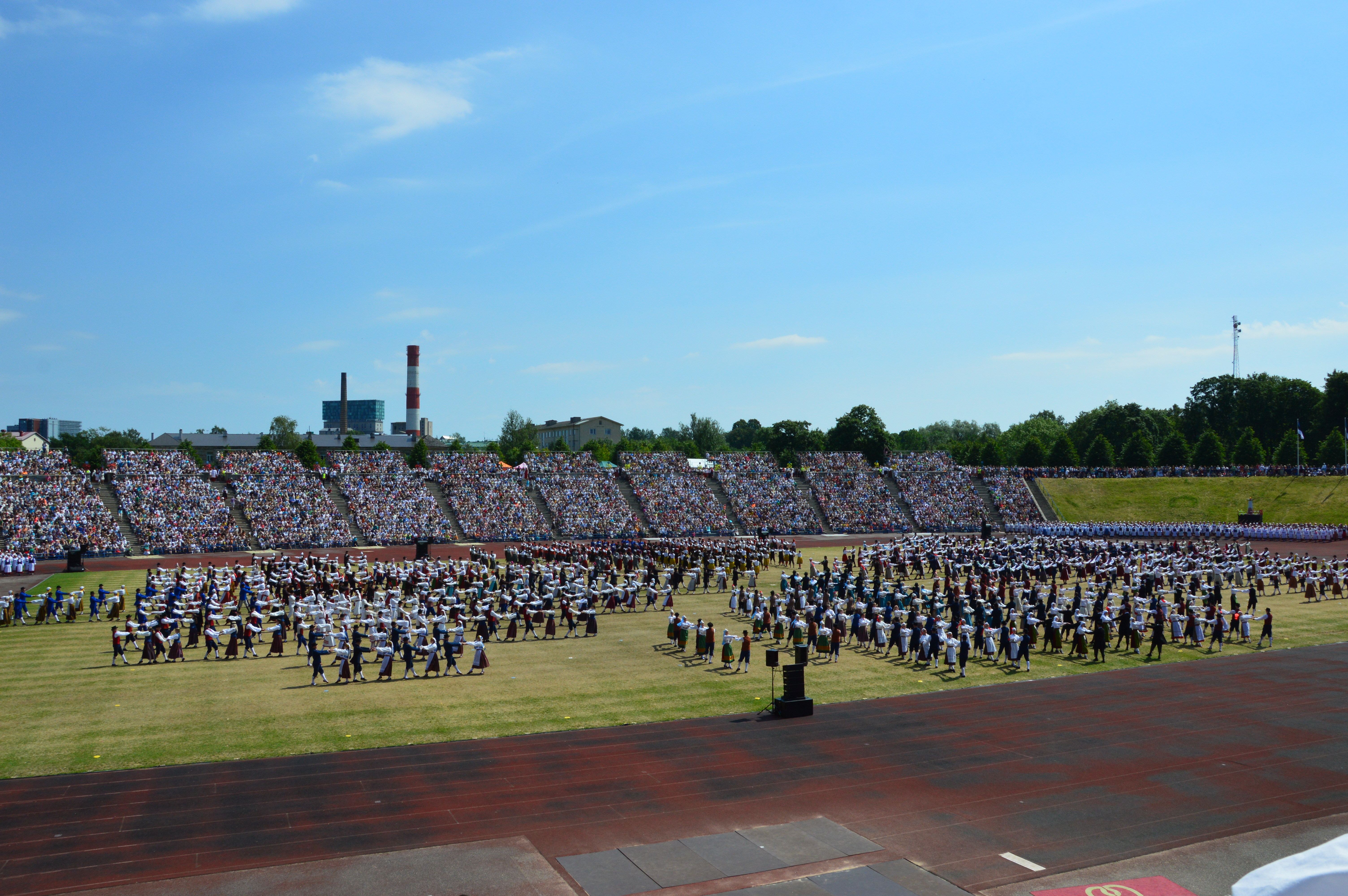
Kalevistadion under den 19:e estniska dansfestivalen.

Kalevi Keskstaadion ("Kalevi Centralstadion") är en utomhusarena i Tallinn, Estland, uppförd 1955 och huvudsakligen använd som fotbollsstadion, men som även har friidrottsanläggningar. Under sovjettiden fram till Estlands självständighet kallades arenan Komsomoli staadion. 
Arenan ligger i stadsdelen Juhkentali i centrala delen av staden och är hemmaarena för fotbollsklubben JK Tallinna Kalev. Fram till 1998 var den även plats för den tidigare klubben JK Tallinna Sadams hemmamatcher. Kapaciteten uppgår till omkring 12 000 åskådare.
Sedan 1955 har den estniska nationella dansfestivalen hållits vart femte år på arenan. Den genomgick en större renovering 2004.